# Adelaide International 2025 - Doppio femminile
Il doppio femminile del torneo di tennis professionistico Adelaide International 2025, facente parte della categoria WTA 500 nell'ambito del WTA Tour 2025, si gioca dal 6 al 10 gennaio 2025 a Adelaide, in Australia.
In finale Guo Hanyu e Aleksandra Panova hanno sconfitto Beatriz Haddad Maia e Laura Siegemund con il punteggio di 7-5, 6-4. É il quarto titolo in carriera per Guo e il decimo titolo in carriera per Panova, inoltre è anche il primo titolo per la coppia.
Beatriz Haddad Maia e Taylor Townsend erano le campionesse in carica, ma Townsend ha scelto di non prendere parte a questa edizione del torneo. Haddad Maia ha fatto coppia con Laura Siegemund, ma sono state appunto sconfitte in finale da Guo Hanyu e Aleksandra Panova.

## Teste di serie
1. Hsieh Su-wei /  Jeļena Ostapenko (primo turno)
2. Ellen Perez /  Kateřina Siniaková (semifinale)

1. Chan Hao-ching /  Ljudmyla Kičenok (primo turno)
2. Asia Muhammad /  Demi Schuurs (primo turno)

## Wildcard
1. Gabriella Da Silva-Fick /  Olivia Gadecki (primo turno)

## Tabellone

### Legenda
| - Q = Qualificato - WC = Wild card - LL = Lucky loser | - ALT = Alternate - SE = Special Exempt - PR = Protected Ranking | - w/o = Walkover - r = Ritirato - d = Squalificato |

|  | Primo turno | Primo turno                 | Primo turno                 | Primo turno | Primo turno |  |  | Quarti di finale | Quarti di finale            | Quarti di finale            | Quarti di finale          | Quarti di finale |   |      | Semifinali | Semifinali                          | Semifinali                          | Semifinali                  | Semifinali                  |   |   | Finale | Finale | Finale | Finale | Finale |  |
|  |             |                             |                             |             |             |  |  |                  |                             |                             |                           |                  |   |      |            |                                     |                                     |                             |                             |   |   |        |        |        |        |        |  |
|  | 1           | S-w Hsieh J Ostapenko       | S-w Hsieh J Ostapenko       | 3           | 5           |  |  |                  |                             |                             |                           |                  |   |      |            |                                     |                                     |                             |                             |   |   |        |        |        |        |        |  |
|  |             | A Krueger J Pegula          | A Krueger J Pegula          | 6           | 7           |  |  |                  | A Krueger J Pegula          | A Krueger J Pegula          | A Krueger J Pegula        |                  |   |      |            |                                     |                                     |                             |                             |   |   |        |        |        |        |        |  |
|  | WC          | G Da Silva-Fick O Gadecki   | G Da Silva-Fick O Gadecki   | 1           | 1           |  |  |                  | A Danilina I Chromačëva     | A Danilina I Chromačëva     | A Danilina I Chromačëva   | w/o              |   |      |            |                                     |                                     |                             |                             |   |   |        |        |        |        |        |  |
|  |             | A Danilina I Chromačëva     | A Danilina I Chromačëva     | 6           | 6           |  |  |                  |                             |                             |                           |                  |   |      |            | A Danilina I Chromačëva             | 2                                   | 7                           | [7]                         |   |   |        |        |        |        |        |  |
|  | 3           | H-c Chan L Kičenok          | H-c Chan L Kičenok          | 4           | 0           |  |  |                  |                             |                             | B Haddad Maia L Siegemund | 6                | 5 | [10] |            |                                     |                                     |                             |                             |   |   |        |        |        |        |        |  |
|  |             | B Haddad Maia L Siegemund   | B Haddad Maia L Siegemund   | 6           | 6           |  |  |                  | B Haddad Maia L Siegemund   | 5                           | 6                         | [13]             |   |      |            |                                     |                                     |                             |                             |   |   |        |        |        |        |        |  |
|  |             | L Fernandez N Kičenok       | L Fernandez N Kičenok       | 1           | 4           |  |  |                  | D Krawczyk G Olmos          | 7                           | 4                         | [11]             |   |      |            |                                     |                                     |                             |                             |   |   |        |        |        |        |        |  |
|  |             | D Krawczyk G Olmos          | D Krawczyk G Olmos          | 6           | 6           |  |  |                  |                             |                             |                           |                  |   |      |            | Beatriz Haddad Maia Laura Siegemund | Beatriz Haddad Maia Laura Siegemund | 5                           | 4                           |   |   |        |        |        |        |        |  |
|  |             | M Bouzková B Mattek-Sands   | M Bouzková B Mattek-Sands   | 6           | 6           |  |  |                  |                             |                             |                           |                  |   |      |            |                                     |                                     | Guo Hanyu Aleksandra Panova | Guo Hanyu Aleksandra Panova | 7 | 6 |        |        |        |        |        |  |
|  |             | I-C Begu M Vondroušová      | I-C Begu M Vondroušová      | 0           | 3           |  |  |                  | M Bouzková B Mattek-Sands   | M Bouzková B Mattek-Sands   | 5                         | 5                |   |      |            |                                     |                                     |                             |                             |   |   |        |        |        |        |        |  |
|  |             | H Guo A Panova              | H Guo A Panova              | 6           | 6           |  |  |                  | H Guo A Panova              | H Guo A Panova              | 7                         | 7                |   |      |            |                                     |                                     |                             |                             |   |   |        |        |        |        |        |  |
|  | 4           | A Muhammad D Schuurs        | A Muhammad D Schuurs        | 3           | 2           |  |  |                  |                             |                             |                           |                  |   |      |            | H Guo A Panova                      | 4                                   | 6                           | [11]                        |   |   |        |        |        |        |        |  |
|  |             | T Babos N Melichar-Martinez | T Babos N Melichar-Martinez | 6           | 6           |  |  |                  |                             | 2                           | E Perez K Siniaková       | 6                | 3 | [9]  |            |                                     |                                     |                             |                             |   |   |        |        |        |        |        |  |
|  |             | L Nosková Y Xu              | L Nosková Y Xu              | 4           | 2           |  |  |                  | T Babos N Melichar-Martinez | T Babos N Melichar-Martinez | 4                         | 4                |   |      |            |                                     |                                     |                             |                             |   |   |        |        |        |        |        |  |
|  |             | C Bucșa J Sizikova          | C Bucșa J Sizikova          | 4           | 64          |  |  | 2                | E Perez K Siniaková         | E Perez K Siniaková         | 6                         | 6                |   |      |            |                                     |                                     |                             |                             |   |   |        |        |        |        |        |  |
|  | 2           | E Perez K Siniaková         | E Perez K Siniaková         | 6           | 7           |  |  |                  |                             |                             |                           |                  |   |      |            |                                     |                                     |                             |                             |   |   |        |        |        |        |        |  |